# سكة السلامة (فلم)
سكة السلامة فيلم مصري تم إنتاجه عام 1948، من تأليف عثمان أباظة وإبراهيم لاما وإخراج إبراهيم لاما وبطولة سمير عبد الله لاما ومحسن سرحان.

## فريق العمل
إخراج: إبراهيم لاما
تأليف:
- عثمان أباظة
- إبراهيم لاما

طاقم العمل:
- سمير عبد الله لاما
- محسن سرحان
- عفاف شاكر
- بشارة واكيم
- عبد الفتاح القصري
- فايدة كامل

## روابط خارجية
- مقالات تستعمل روابط فنية بلا صلة مع ويكي بيانات